# Walther von der Vogelweide
Walther von der Vogelweide (1170 k. – 1230 k.) középkori német költő, minnesänger, a korszak európai irodalmának kimagasló alakja.
Születési helye nem ismert, származási helyként számos helység neve jött szóba. Ma úgy tartják, hogy valószínűleg a mai Alsó-Ausztria területén született. Osztrák származása mellett szól, hogy Walther saját szavai szerint "Ausztriában" tanulta a költőmesterséget. Sokáig nemesi származásúnak tartották, de ilyen nevű nemesi családról ebből az időből nem tudunk. Költői pályafutását a Babenbergek bécsi udvarában kezdte, amelyet 1198-ban pártfogója, I. Frigyes osztrák herceg halála miatt el kellett hagynia. Ettől kezdve vándorköltőként járta az udvarokat. Számos világi és egyházi főúr környezetében megfordult, pártfogója volt például Fülöp német király, IV. Ottó és II. Frigyes német-római császárok, I. Hermann türingiai tartománygróf valamint Wolfger passaui püspök is. Élete vége felé kis hűbérbirtokot kapott II. Frigyestől.
A középkori német világi líra vele éri el a tetőpontját. Walther sok verse a klasszikus hölgyszolgálat-eszmével való azonosulásról tanúskodik, sok versében viszont egy új férfi-nő kapcsolat koncepciója kezd testet ölteni: egy kölcsönösségen alapuló természetes kapcsolat. Ezekkel a dalokkal párhuzamosan keletkeztek azok a versek, amelyeket Mädchenliednek (lányokhoz szóló dalok) nevez a szakirodalom. Ezek a dalok felépítésükben, formájukban a vágánsköltészetből ismert pásztordallal (pastourelle) mutatnak hasonlóságot. Walther legtöbb minnedalát nem lehet kronológiailag besorolni. Költészetében a természet rendszerint a szerelmi találka helyszíne, s egyben az érzelem hangulati háttere (Hársfaágak csendes árnyán), más verseiben a költő a természet csodálójaként jelenik meg (Lássátok csak, mily csodás a május). Az öregedő költő melankóliája jelenik meg az Ó jaj, hogy eltűnt minden című elégiájában. Életművének fontos részét képezi az ún. Spruch-költészet. Walther a didaktikus irodalom körébe tartozó Spruch-ot politikai tartalommal töltötte meg.

## Költeményei
Két példa költészetére: 
- Under der Linden (A hársfaágak csendes árnyán)

«Under der linden
an der heide,
dâ unser zweier bette was,
dâ mugt ir vinden
schône beide
gebrochen bluomen unde gras.
vor dem walde in einem tal,
tandaradei,
schône sanc diu nahtegal. (1. vszk., részlet)
- Owê war sint verswunden (Ó jaj, hogy eltűnt minden…)

Owê war sint verswunden alliu mîniu jâr!
ist mir mîn leben getroumet, oder ist ez wâr?
daz ich ie wânde, daz iht wære, was daz iht?
dar nâch hân ich geslâfen und enweiz es niht. (kései költeménye a mulandóságról, részlet)

## Magyarul
- Walther von der Vogelweide válogatott versei. Válogatta, összeállította és az utószót írta Keresztury Dezső. Budapest, 1961
- Minnesang. A középkori német világi líra gyöngyszemei. Válogatta, a bevezető tanulmányt és a jegyzeteket írta Lőkös Péter. Budapest, 1998
- A tavaszidő édessége. Válogatás a középkor nyugat-európai szerelmi költészetéből. A kötetet összeállította Bánki Éva, felelős szerkesztő Ladányi-Turóczi Csilla. Budapest, 2004
- Walther von der Vogelweide összes versei; ford., jegyz. Márton László; Kalligram, Bp., 2017